# Plectorhagada rovina
Plectorhagada rovina är en snäckart som beskrevs av Tom Iredale 1939. Plectorhagada rovina ingår i släktet Plectorhagada och familjen Camaenidae. Inga underarter finns listade i Catalogue of Life.